# Bromuro de potasio
El bromuro de potasio es una sal de color blanco, higroscópica y soluble en agua y etanol de fórmula química KBr. Ampliamente usada en el siglo XIX como anticonvulsivo, en la actualidad solo se emplea con este uso en veterinaria.
En condiciones estándar, el bromuro de potasio es un polvo cristalino blanco. Es soluble en agua y no en acetonitrilo. En disolución acuosa diluida, el bromuro de potasio tiene un sabor dulce, a concentraciones más altas tiene un sabor amargo, y tiene un sabor salado cuando la concentración es aún mayor. En altas concentraciones, el bromuro de potasio irrita fuertemente la membrana mucosa gástrica, causando náuseas y, a veces, vómitos (un efecto típico de todas las sales de potasio solubles).

## Obtención
Un método tradicional para la fabricación de KBr es la reacción de carbonato de potasio con un bromuro de hierro (III, II), Fe3Br8, hecho mediante el tratamiento de chatarra de hierro bajo agua con exceso de bromo:
{\displaystyle {\ce {4K2CO3 + Fe3Br8 -> 8KBr + Fe3O4 + 4CO2}}}
El bromuro de potasio se puede producir en el laboratorio, por ejemplo, mediante la reacción de la disolución de hidróxido de potasio con bromo en disolución de amoniaco. Esto también genera nitrógeno:
{\displaystyle {\ce {6KOH + 3Br2 + 2NH3 ->6KBr + 6H2O + N2}}}
La bromación del carbonato de potasio también proporciona bromuro de potasio, donde el bromato de potasio al ser menos soluble, se separa por precipitación:
{\displaystyle {\ce {3K2CO3 + 3Br2 -> 5KBr + KBrO_3 v + 3CO2 ^}}}
También se puede preparar a partir de sus elementos constituyentes sin mayor problema:
{\displaystyle {\ce {2K + Br2 -> 2KBr}}}

## Propiedades químicas
El bromuro de potasio, una sal iónica típica, está completamente disociada y tiene un pH cercano a 7 en disolución acuosa. Sirve como fuente de iones bromuro. Esta reacción es importante para la fabricación de bromuro de plata para película fotográfica:
{\displaystyle {\ce {KBr (ac) + AgNO3 (ac) -> AgBr (s) + KNO3 (ac)}}}
El bromuro acuoso (Br−) también forma complejos cuando reacciona con algunos haluros metálicos como el bromuro de cobre (II):
{\displaystyle {\ce {2KBr(ac) + CuBr2(ac) -> K2[CuBr4](ac)}}}